# Kirchberg (Berna)
Kirchberg es una comuna suiza del cantón de Berna, situada en el distrito administrativo del Emmental. Limita al norte con las comunas de Ersigen y Rumendingen, al este con Wynigen, al sureste con Burgdorf, al sur con Lyssach y Rüdtligen-Alchenflüh, y al oeste con Aefligen y Utzenstorf.
Hasta el 31 de diciembre de 2009 situada en el distrito de Burgdorf.

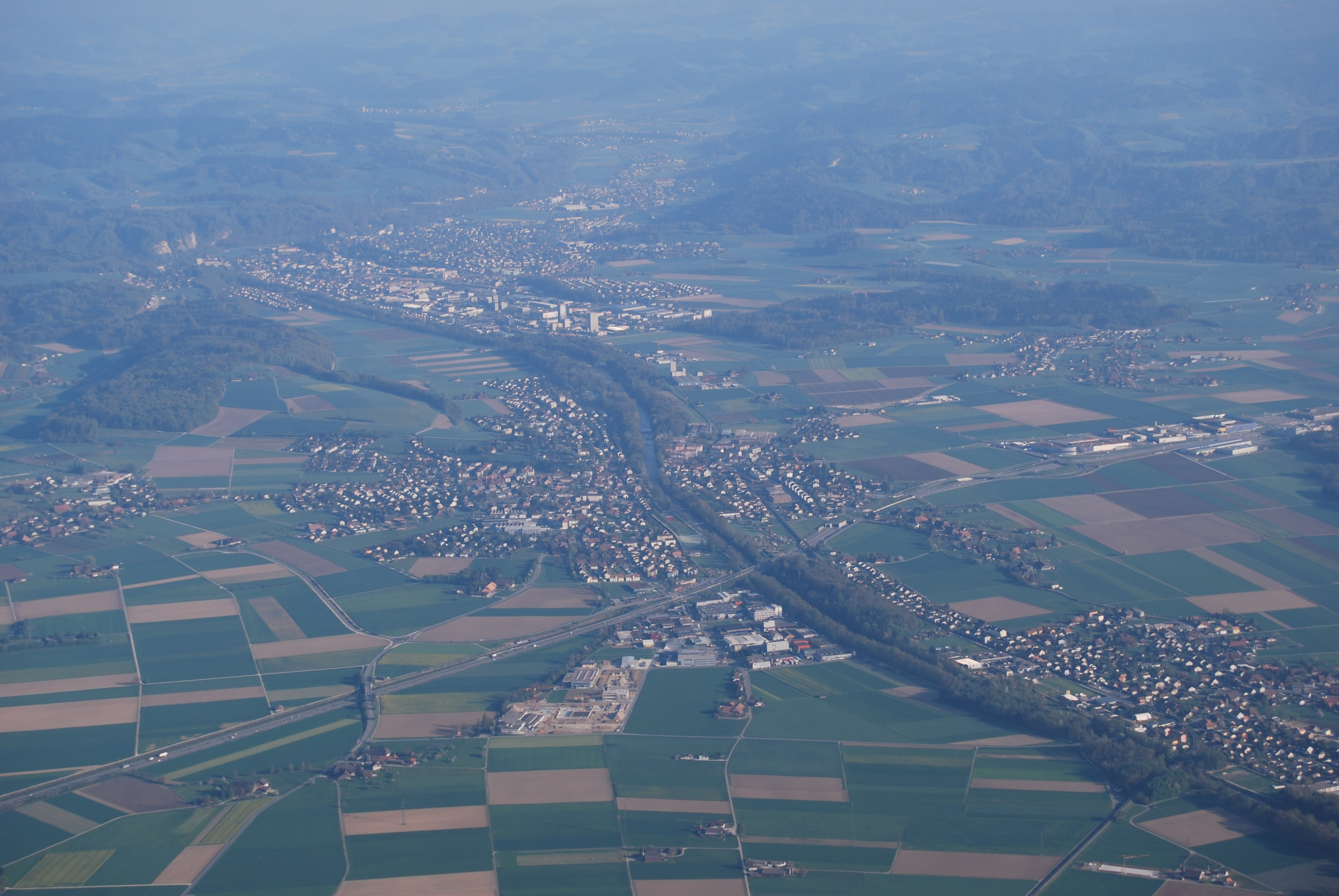
Kirchberg